# Bill Elliott
William Henry Elliott (20. marts 1925 i Bradford – 21. januar 2008) var en engelsk fodboldspiller og træner. Han spillede 5 landskampe for England. Han startede sin karriere som amatør i Bradford i 1939 og blev professionel i 1942. Han spillede 176 ligakampe og scorede 21 mål for Bradford før han i 1951 gik over til Burnley. Efter at have spillet 74 ligakampe og have scoret 14 mål for Burnley gik han over til Sunderland med en overgangssum på £ 26 000. For Sunderland spillede han 212 kampe og scorede 26 mål. I 1959 gik han over til Wisbech Town.
I 1961 blev han træner for Libyens landshold, et job han havde frem til 1963 da han begyndte som træner for Sheffield Wednesday. I 1964 flyttede han til Tyskland og blev træner for holdet til US army, hvor var han frem til 1966 da han blev træner for den belgiske klub Dairing FC. I 1969 returnerede han til Sunderland som træner, et job han havde frem til Sunderland vandt FA Cup i 1973. I perioden fra 1974 til 1978 trænede han Brann. I 1978 blev han på ny træner i Sunderland, hvor han blev fyret året efter da klubben mente de havde behov for yngre kræfter. Han blev da træner for Darlington, et job han havde frem til 1983. Elliott blev 82 år gammel.